# En attendant Bojangles
En attendant Bojangles (bra: Esperando Bojangles) é um filme de 2021 dirigido por Régis Roinsard sobre um garoto que vive com seus pais excêntricos em um apartamento em Paris. É uma adaptação do romance homônimo de Olivier Bourdeaut (2016). No Brasil, foi lançado nos cinemas pela California Filmes em 3 de novembro de 2022, antes do lançamento comercial no país, foi apresentado no Festival Varilux de Cinema Francês 2022.

## Elenco
- Romain Duris : Georges
- Virginie Efira : Camille
- Grégory Gadebois : Charles
- Solàn Machado-Graner : Gary

## Recepção
Na França, o filme tem uma nota média de 2.9/5 no AlloCiné calculada a partir de 28 resenhas da imprensa. No site agregador de críticas Rotten Tomatoes, 62% das 13 resenhas dos críticos são positivas, com uma classificação média de 7/10.